# Macromia taeniolata
Macromia taeniolata är en trollsländeart som beskrevs av Jules Pièrre Rambur 1842. Macromia taeniolata ingår i släktet Macromia och familjen skimmertrollsländor. Inga underarter finns listade i Catalogue of Life.

## Bildgalleri

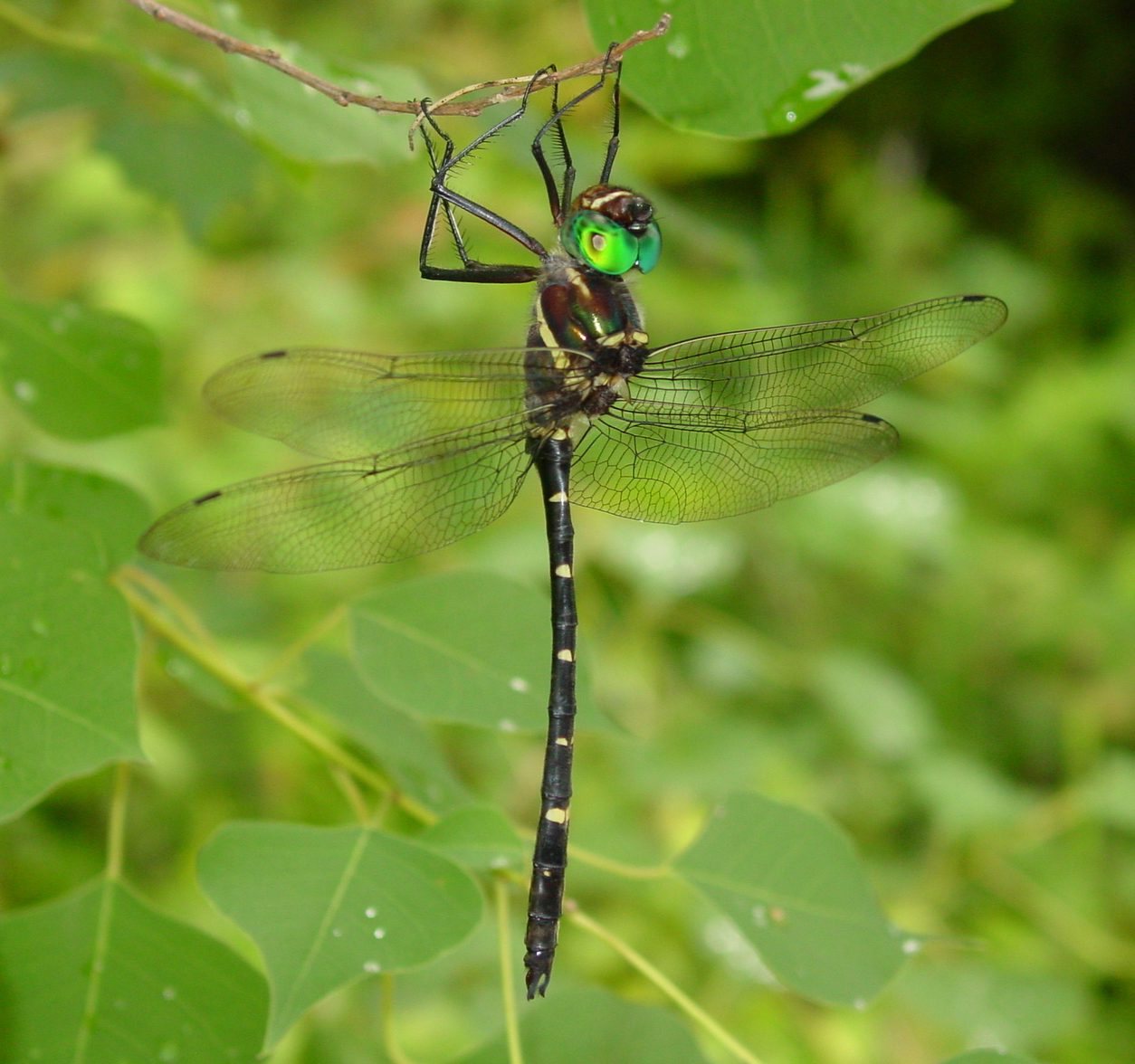